# Guineu voladora de Livingstone
La guineu voladora de Livingstone (Pteropus livingstonii) és una espècie de ratpenat de la família dels pteropòdids. Viu a les Comoros. El seu hàbitat natural són els boscos primaris tropicals humits. S'alimenta de pol·len, fruita i fulles. Està amenaçada per la degradació del seu entorn natural.